# شعار جمهورية الصين
شعار جمهورية الصين (التي تشمل كل من تايوان، بيسكادورس، كينمن وماتسو) تم اعتماده كشعار منذ عام 1928.
وهو يتألف من قرص أزرق تتوسطه شمس بيضاء، ذات 12 شعاعاً ترمز إلى الأشهر الإثني عشر من السنة، والساعات التقليدية الصينية الإثني عشر، كما ترمز إلى الحرية.

## تاريخ
تم إنشاء أول شعار لجمهورية الصين في 28 آب/أغسطس 1912. كان هذا بناء على أنماط من شعار الإمبراطورية القديمة وكان على النحو شعاراً للجمهورية في شباط/فبراير 1913. إمبراطورية الصين (1916-1915) يستخدم أيضاً هذا الشعار.